# ریکاردو تادی
ریکاردو تادی (انگلیسی: Riccardo Taddei؛ زادهٔ ۵ سپتامبر ۱۹۸۰) بازیکن فوتبال اهل ایتالیا است.
از باشگاه‌هایی که در آن بازی کرده‌است می‌توان به باشگاه فوتبال فیورنتینا، باشگاه فوتبال آلساندریا، باشگاه فوتبال کرمونزه، باشگاه فوتبال برشا، باشگاه فوتبال تریستیانا، و باشگاه فوتبال جنوآ اشاره کرد.